# Tudigong
Tudigong (chiń. 土地公; pinyin Tǔdìgōng) – bóstwo z mitologii chińskiej, oficjalny bóg ziemi. Jego kult był kultem państwowym, a cesarze składali mu ofiary na specjalnych ołtarzach. Uważano go za potężne bóstwo od przychylności którego zależy pomyślność cesarstwa i otaczano wielką czcią. Jego kult, poza oficjalną formą państwową, był niezwykle popularny w religii ludowej i zyskał wiele lokalnych odmian. Często imieniem Tudigong obejmowano całą grupę bóstw opiekujących się ziemią.
Kapliczki poświęcone bogu ziemi znajdowały się we wsiach, na ulicach miast, przy mostach, na polach. Kult Tudigong rozprzestrzenił się także poza granice Chin, zyskując np. bardzo dużą popularność na obszarze Wietnamu.